# Lethenteron reissneri
Lethenteron reissneri är en ryggsträngsdjursart som först beskrevs av Benedykt Dybowski 1869.  Lethenteron reissneri ingår i släktet Lethenteron och familjen nejonögon. IUCN kategoriserar arten globalt som livskraftig. Inga underarter finns listade i Catalogue of Life.